# Plettet hyæne
Den plettede hyæne (Crocuta crocuta) er et dyr i hyænefamilien. Det er det eneste medlem af slægten crocuta. Den når en længde på 1,3 m og har en hale på 25 cm og vejer 62-70 kg. Den er dermed det største medlem af hyænefamilien og samtidig den bedst kendte hyæneart. Dyret lever i det centrale samt sydlige Afrika. Hyænen har de kraftigste kæber indenfor dyreriget.
- Wikimedia Commons har flere filer relateret til Plettet hyæne